# 潮风电台
潮风电台（日语：[] 错误：{{Lang}}：无文本（帮助） Shiokaze），是日本的一個廣播電台，由民间团体特定失踪者问题调查会主要向进行短波广播。

## 概要
2005年10月开始向朝鲜广播，主要广播有关失踪的日本人的信息。后来由于受到朝鲜的干扰，不得不频繁更换频率。
电台在日本并不是以“放送局”（廣播電台）进行登记，而是以“特殊业务局”（一般指VOLMET、海岸电台等）进行登记。

## 广播语言
- 第1放送（日语）
- 第2放送（日语、语、英语、汉语）

## 广播频率
| 时间（JST） | 频率                      |
| 22:00-23:00 | 5965kHz、6040kHz、7215kHz |
| 23:05-23:35 | 6090kHz、6165kHz、7295kHz |
| 23:30-00:30 | 1431kHz                   |
| 01:00-02:00 | 6090kHz、6165kHz、7215kHz |

※JST=UTC+9
- 2017年3月26日至现在

短波频率每次使用3个中的1个，在日本茨城縣古河市的八俣发射台发射。中波在蒙古国乔巴山发射。

## 历史
※时间为日本时间

### 初次建立时期
- 2005年10月31日 - 于0:30在5890kHz开始广播。
- 2005年11月1日 - 广播时间在23:30开始
- 2005年12月8日 - 增加了广播时间至90分钟。
- 2006年1月30日 - 汉语（呼号：潮风）、语广播开始。
- 2006年5月5日 - 朝鲜开始干扰潮风电台。
- 2006年5月9日 - 内阁官房长官安倍晋三在记者见面会上陈述了关于朝鲜干扰潮风电台的情况。

### 频率反复更换时期
- 2006年6月15日 - 5890kHz停用，同时潮风电台将广播内容一分为二：第1放送和第2放送。分别使用9785kHz和9855kHz。
- 2006年7月10日 - 第2放送的频率改为9485kHz，同时播出时间改在22:00-22:30播出。
- 2006年10月29日 - 第1放送的频率改为9465kHz，第二放送的频率改为9730kHz。
- 2006年11月11日 - 第2放送的频率改为9950kHz。
- 2007年1月26日 - 总务省向国际电信联盟提出申请新的广播频率。
- 2007年2月1日 - 第1放送暂停播出。
- 2007年2月8日 - 第1放送恢复播出。
- 2007年3月19日 - 在国际电信联盟成功登记新频率。
- 2007年3月25日 - 第2放送的频率改为9485kHz。
- 2007年3月26日 - 第1放送的频率改为6045kHz。
- 2007年3月29日 - 朝鲜开始干扰第1放送，导致向国际电信联盟提出申请新的广播频率。
- 2007年10月28日 - 第2放送的频率改为5985kHz。
- 2007年10月29日 - 第1放送的频率改为5965kHz。
- 2007年11月2日 - 朝鲜开始干扰第2放送，导致向国际电信联盟提出申请新的广播频率。
- 2008年2月14日 - 位于朝鲜平壤的羊角岛国际饭店第29层的武藏村山市议员天目石要一郎确认接收到了潮风电台的信号，这也是潮风电台在海外的第一次被确认接收情况。
- 2008年3月30日 - 第2放送的频率改为6020kHz。
- 2008年3月31日 - 第1放送的频率改为6045kHz。
- 2008年4月2日 - 朝鲜再次干扰第2放送。
- 2008年4月4日 - 朝鲜再次干扰第1放送，导致向国际电信联盟提出申请新的广播频率。
- 2008年4月9日 - 第1放送的频率改为5965kHz。
- 2008年4月15日 - 朝鲜再次干扰第1放送。
- 2008年4月18日 - 第1放送的频率改为6045kHz。
- 2008年4月23日 - 朝鲜再次干扰第1放送。
- 2008年4月30日 - 第2放送的频率改为6005kHz，但是受到了来自朝鲜的多重干扰。
- 2008年5月9日 - 为避免和的对北广播希望回声电台形成干扰，第2放送的频率改为6020kHz[1]。
- 2008年5月13日 - 朝鲜再次干扰第2放送。
- 2008年6月13日 - 第1放送的频率改为5965kHz。
- 2008年6月19日 - 朝鲜再次干扰第1放送。
- 2008年7月15日 - 第2放送的频率改为6015kHz。
- 2008年7月16日 - 第1放送的频率改为6045kHz。
- 2008年7月20日 - 朝鲜再次干扰潮风电台，导致向国际电信联盟提出申请新的广播频率。
- 2008年8月29日 - 第2放送的频率改为6020kHz。
- 2008年8月30日 - 第1放送的频率改为5965kHz。
- 2008年9月1日 - 朝鲜再次干扰第2放送。
- 2008年9月2日 - 朝鲜再次干扰第1放送，导致向国际电信联盟提出申请新的广播频率。
- 2008年10月26日 - 第2放送的频率改为5910kHz。
- 2008年10月27日 - 第1放送的频率改为6045kHz。
- 2008年11月6日 - 朝鲜再次干扰潮风电台，导致向国际电信联盟提出申请新的广播频率。
- 2009年1月13日 - 第2放送的频率改为5985kHz。
- 2009年1月14日 - 第1放送的频率改为5965kHz。
- 2009年1月21日 - 朝鲜再次干扰第2放送。
- 2009年1月22日 - 朝鲜再次干扰第1放送。
- 2009年5月25日 - 经反复协商，计划第1放送开始在5965kHz和6045kHz两个频率之间切换使用，第2放送开始在5910kHz和6120kHz两个频率之间切换使用。
- 2009年6月23日 - 第2放送按照规定开始使用5910kHz。
- 2010年3月28日 - 第2放送的6120kHz改为6135kHz。

### 基本稳定时期
- 2011年3月27日 - 第2放送的全部频率确定为5985、6020、6135kHz，同时增加了播放时间。
- 2011年3月28日 - 第1放送的全部频率确定为5955、5965、6045kHz，同时增加了播放时间。
- 2011年10月30日 - 第1放送的全部频率更改为5910、5965、6110kHz，第二放送的全部频率更改为5910、5985、6135kHz。

## 的干扰问题
2007年3月29日和3月30日在第1放送的6045kHz均存在来自朝鲜的干扰，这次事件在朝日新闻和产经新闻中均有所报道。经检测，干扰源来自平壤附近，国际电信联盟指出朝鲜的此举违反了相关规定。而2007年11月2日 和2008年4月4日 的干扰迫使了潮风电台开始从此频繁更换频率。

## 广播目的
1. 向民众及时提供外界信息
2. 努力营救被绑架的日本人

## 发射台
潮风电台在八俣发射台使用100千瓦的短波发射机对朝鲜进行广播。不过，目前朝鲜经常对这个电台进行干扰，在朝鲜及韩国很难清晰收到该电台信号。